# FC Südburgenland
Der FC Südburgenland ist ein Frauenfußballverein mit Sitz in Oberwart im Burgenland, der 2002 gegründet wurde.

## Vereinsgeschichte

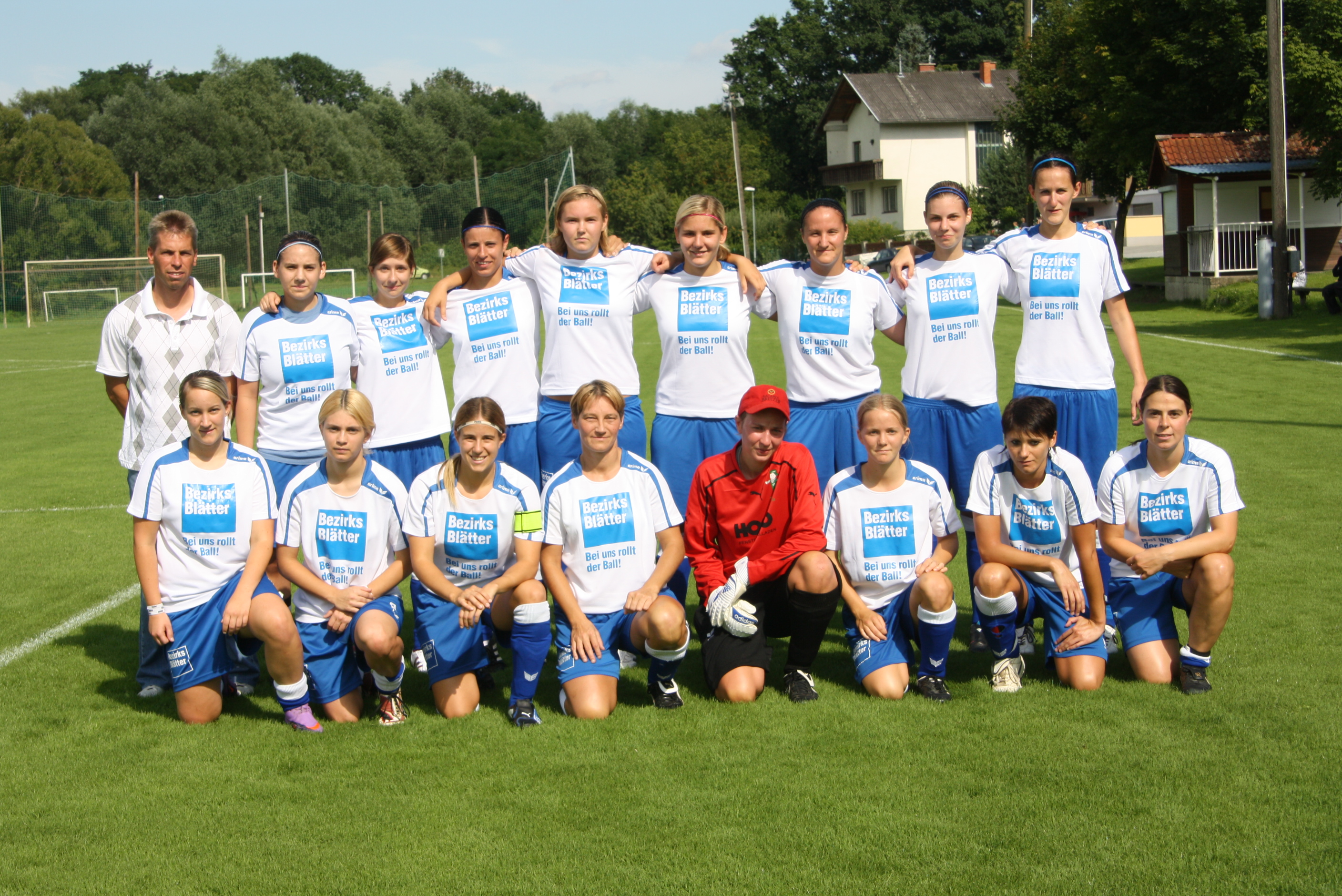
Mannschaft des FC Südburgenland (Herbst 2010)

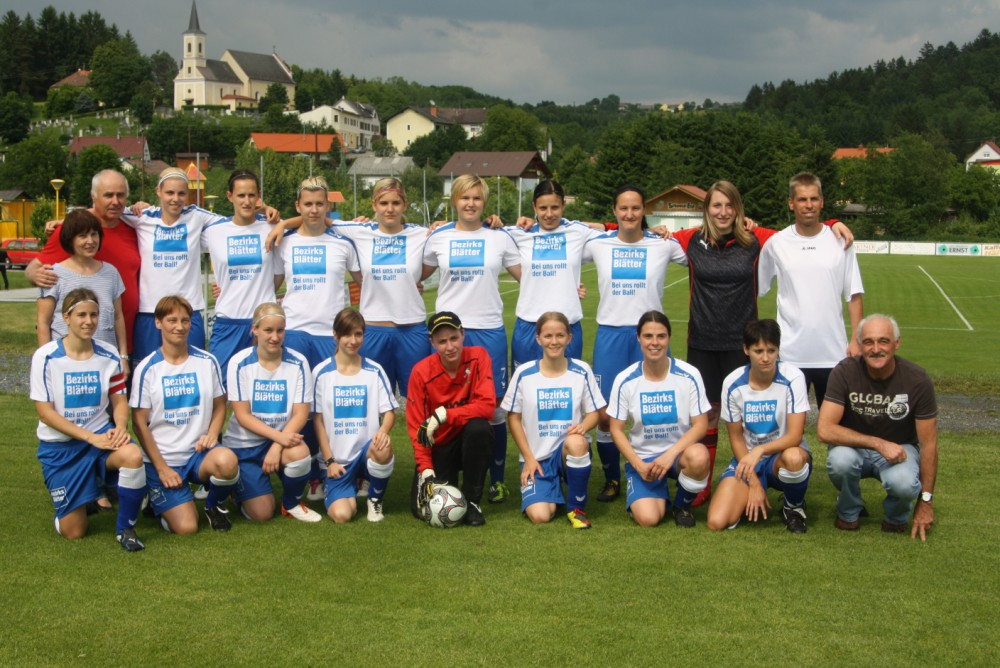
Mannschaft des FC Südburgenland (Frühjahr 2011)

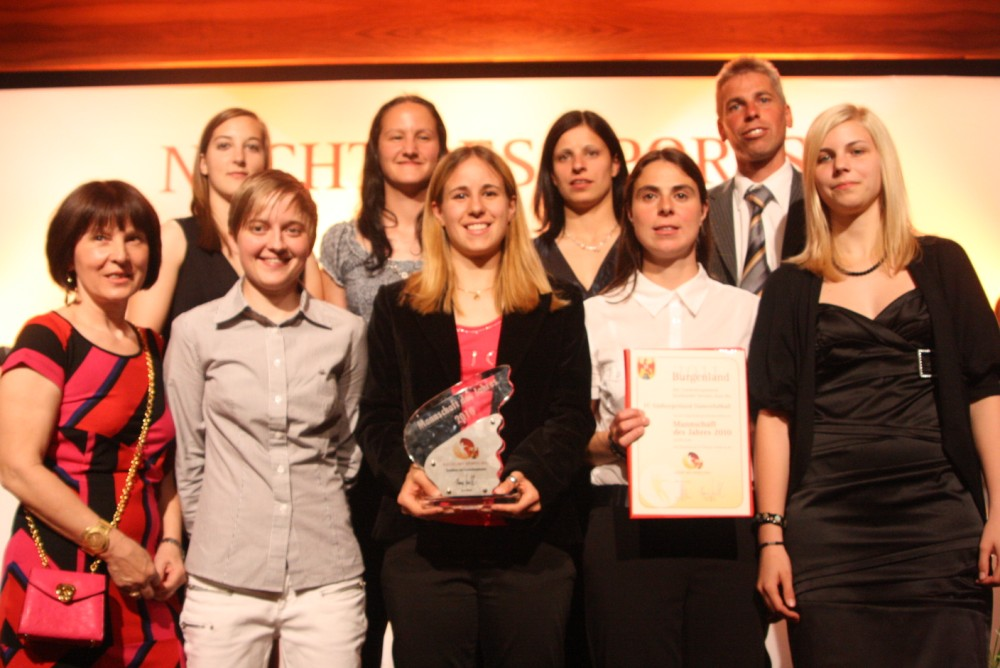
Der FC Südburgenland als „Mannschaft des Jahres“ bei der Nacht des Sports 2011.

Der FC Südburgenland entstand 2002 aus der Frauensektion des SC Pinkafeld. Die Vereinsfarben sind Blau-Weiß. Nach der offiziellen Trennung von der Männersektion des SC Pinkafeld ging die Frauensektion als FC Südburgenland unter Obfrau Christine Koch eigene Wege, die schon zu Beginn sehr erfolgreich waren. Gleich im ersten Spieljahr gelang der Meistertitel in der 2. Division Süd. Mit Susanna Koch, Jasmin Pelzmann, Kerstin Weber und Carmen Marth sind heute noch vier Spielerinnen von damals aktiv. Als Meister der 2. Division Ost 2002/03 stieg die Mannschaft in die höchste Spielklasse im Österreichischen Frauenfußball auf. Gleich im ersten Jahr in der ÖFB Frauen-Bundesliga schaffte der FC Südburgenland Platz 4. In den Folgejahren spielte der FC Südburgenland eher im hinteren Drittel der Tabelle und belegte die Plätze 8, 9 und 7. Ab der Saison 2007/08 wurde die Meisterschaft in einem Oberen und Unteren Playoff entschieden. Der FC Südburgenland verpasste dreimal das Obere Playoff knapp. Die Plätze 3, 2 und 1 im Unteren Playoff bedeuteten erfolgreichere Spiele im Frühjahr. Für Furore sorgte der FC Südburgenland mit dem 1:0 (1:0)-Sieg über Serienmeister Neulengbach im Herbst 2009 – der bisher letzten Niederlage der Niederösterreicherinnen. In der Saison 2010/11 holte das Team erstmals den österreichischen Vizemeistertitel, was gleichzeitig den größten Erfolg des Vereins und im burgenländischen Fußball bedeutet.
Der bislang höchste Sieg in der ÖFB Frauen-Bundesliga gelang dem FC Südburgenland mit dem 12:0 (6:0)-Heimsieg zum Saisonauftakt 2010/11 gegen Ardagger/N. zum Saisonauftakt 2010/11. Die höchste Niederlage in der höchsten Spielklasse ist bis heute das 1:12 gegen Neulengbach im Frühjahr 2005.

Ab dem Spieljahr 2004/05 kam zur „Einser“ noch eine 2. Mannschaft (1b) hinzu, die in der 2. Frauenliga Süd (seit 2011/12 2. Frauenliga Ost/Süd) spielt. Gleich in der ersten Saison kam die 1b auf den 2. Platz. In der Saison 2008/09 erreichte die 1b noch einmal den Vizemeistertitel der 2. Liga Süd. In der Saison 2010/11 vergab die Mannschaft mit einem 0:2 in Parndorf im letzten Saisonspiel einen möglichen Meistertitel im direkten Duell und landete auf Rang 3.
Im ÖFB-Frauencup spielte sich das Team aus dem Südburgenland im Jahr 2004 ins Finale, wo es eine 0:12-Niederlage gegen den SV Neulengbach gab. 2009 bzw. 2011 erreichte die Mannschaft das Halbfinale, wobei zweimal Neulengbach das Aus für die Südburgenländerinnen bedeutete. Im Jahr 2010 ausgetragenen Frauencup des Burgenländischen Fußballvereins holte sich der FC Südburgenland den Titel mit einem 5:0-Erfolg im Finale gegen den FC Winden.
Der FC Südburgenland wurde bereits dreimal als Mannschaft des Jahres bei der Burgenländischen Sportler des Jahres Wahl nominiert (2004, 2009, 2010) und 2010 zur Mannschaft des Jahres gewählt. Zudem erhielt der FC Südburgenland am 3. September 2011 den Bruno 2011 als beste Damenfußballmannschaft Österreichs der Saison 2010/11 verliehen.
Kapitänin der Bundesliga-Elf ist Susanna Koch, die auch gleichzeitig die jüngste Trainerin mit einer A-Lizenz in Österreich ist.
| Saison                                                                                        | Platz (Teiln.)         | Sp                     | S                      | U                      | N                      | Tore                   | Pkt.                   |
| ÖFB: Bundesliga Frauen                                                                        | ÖFB: Bundesliga Frauen | ÖFB: Bundesliga Frauen | ÖFB: Bundesliga Frauen | ÖFB: Bundesliga Frauen | ÖFB: Bundesliga Frauen | ÖFB: Bundesliga Frauen | ÖFB: Bundesliga Frauen |
| --------------------------------------------------------------------------------------------- | ---------------------- | ---------------------- | ---------------------- | ---------------------- | ---------------------- | ---------------------- | ---------------------- |
| 2003/04                                                                                       | 04. (10)               | 18                     | 08                     | 04                     | 06                     | 38:33                  | 28                     |
| 2004/05                                                                                       | 08. (10)               | 18                     | 05                     | 0                      | 13                     | 27:60                  | 15                     |
| ÖFB: ÖFB-Frauenliga                                                                           |                        |                        |                        |                        |                        |                        |                        |
| 2005/06                                                                                       | 09. (10)               | 18                     | 04                     | 03                     | 11                     | 33:63                  | 15                     |
| 2006/07                                                                                       | 07. (10)               | 18                     | 08                     | 01                     | 09                     | 56:36                  | 25                     |
| 2007/08 K1                                                                                    | 08. (10)               | 17                     | 06                     | 04                     | 07                     | 36:41                  | 27                     |
| 2008/09 K1                                                                                    | 07. (10)               | 17                     | 09                     | 02                     | 06                     | 46:31                  | 34                     |
| 2009/10 K1                                                                                    | 06. (10)               | 17                     | 09                     | 03                     | 05                     | 39:25                  | 37                     |
| 2010/11 K2                                                                                    | 02. (10)               | 18                     | 13                     | 03                     | 02                     | 64:31                  | 42                     |
| 2011/12                                                                                       | 04. (10)               | 18                     | 10                     | 02                     | 06                     | 47:33                  | 32                     |
| 2012/13                                                                                       | 08. (10)               | 18                     | 05                     | 01                     | 12                     | 15:58                  | 16                     |
| ÖFB: ÖFB Frauen-Bundesliga                                                                    |                        |                        |                        |                        |                        |                        |                        |
| 2013/14                                                                                       | 07. (10)               | 18                     | 05                     | 05                     | 08                     | 28:33                  | 20                     |
| 2014/15                                                                                       | 08. (10)               | 18                     | 04                     | 05                     | 09                     | 24:45                  | 17                     |
| 2015/16                                                                                       | 08. (10)               | 18                     | 04                     | 03                     | 11                     | 12:37                  | 15                     |
| 2016/17                                                                                       | 09. (10)               | 18                     | 02                     | 02                     | 14                     | 11:61                  | 08                     |
| 2017/18                                                                                       | 09. (10)               | 18                     | 04                     | 02                     | 12                     | 16:61                  | 14                     |
| 2018/19                                                                                       | 09. (10)               | 18                     | 03                     | 03                     | 12                     | 23:64                  | 12                     |
| Legende                                                                                       |                        |                        |                        |                        |                        |                        |                        |
|                                                                                               | Vizemeister            |                        |                        |                        |                        |                        |                        |
| K1 Liga (9 Spiele) + Playoff (8 Spiele) K2 Änderung des Meisterschaftsmodus: Reiner Ligamodus |                        |                        |                        |                        |                        |                        |                        |

## FC Südburgenland 1b
Um für die Bundesligamannschaft einen entsprechenden Nachwuchs herauszubilden, wurde eine 2. Mannschaft ins Leben gerufen, die 2004/05 erstmals in der 2. Frauenliga Süd spielte. Sie war zweimaliger Vizemeister und nie schlechter als Tabellenvierter.

## Titel und Erfolge

### Meisterschaft
FC Südburgenland
- ÖFB Frauen-Bundesliga: 1× Österreichischer Vizemeister (2010/11)
- 2. Division Ost: 1× Meister (2002/03)

FC Südburgenland II
- 2. Frauenliga Süd: 2× Vizemeister (2005, 2009)

### Cup
- ÖFB-Frauencup: 1× Cupfinale (2004), 2× Cup-Halbfinale (2009, 2011), 3× Cup-Viertelfinale (2007, 2008, 2010)
- BFV-Frauencup:: 1× Cupsieg (2010)

### Besondere Auszeichnungen
- 1× „Mannschaft des Jahres“ im Burgenland (2010),
- Drei Nominierungen als „Mannschaft des Jahres“ im Burgenland (2004, 2009, 2010)
- 1× Bruno-Gewinner als „Damenmannschaft der Saison 2010/11“
- Nominierung von Jennifer Pöltl für den „Bruno 2010“ als beste Fußballerin der Saison 2009/10

## Bekannte Spielerinnen
Österreichische Auswahlspielerinnen:
- Teresa Kneisz (Ex-U19-Teamspielerin)
- Susanna Koch (Kapitänin, A-Nationalteamspielerin)
- Katharina Lang (Ex-U19-Teamspielerin)
- Heike Manhart (A-Nationalteamspielerin)
- Jennifer Pöltl (A-Nationalteamspielerin, U19-Teamspielerin)
- Christina Peintinger (U19-Teamspielerin)

ausländische Nationalspielerinnen:
- Monika Geržová (slowakische Nationalspielerin)
- Ágota Bauer (ungarische A-Nationalspielerin)
- Júlia Bezsenyi (Ungarische A-Nationalteamspielerin)
- Kristina Erman (slowenische Nationalspielerin)
- Nóra Horváth (ungarische A-Nationalspielerin)
- Monika Katonová, (slowakische A-Nationalspielerin)
- Melinda Szvorda, (ehemalige Ungarische A-Nationalspielerin)
- Veronika Tájmel (Ungarische Internationale)
- Szabina Tálosi (ungarische A-Nationalspielerin)